# Aztecacris
Aztecacris is een geslacht van rechtvleugeligen uit de familie veldsprinkhanen (Acrididae). De wetenschappelijke naam van dit geslacht is voor het eerst geldig gepubliceerd in 1947 door Roberts.

## Soorten
Het geslacht Aztecacris omvat de volgende soorten:
- Aztecacris gloriosus Hebard, 1935
- Aztecacris laevis Rehn, 1900
- Aztecacris variabilis Rehn, 1904